# Championnat d'Espagne de hockey sur glace 1976-1977
Saison précédente Saison suivante
La saison 1976-1977 est la 5e saison du championnat d'Espagne de Hockey sur glace. Cette saison, le championnat porte le nom de Liga Española.
L'essor du Hockey sur glace espagnol continue mais devient légèrement anarchique. Chaque ville qui se voit doter d'une patinoire engage aussitôt une équipe dans la Liga Española. Ainsi on voit apparaître deux nouvelles équipes : une à Séville en Andalousie alors que l'exotisme atteint son apogée avec l'apparition d'une équipe venue des îles Canaries ! En effet, l'équipe de CH Las Palmas se lance dans le grand bain cette saison, fort d'une première expérience l'année précédente avec une équipe engagée dans le championnat junior.
Mais d'un autre côté, on doit noter la disparition de quatre équipes ! La Real Sociedad et le CH Madrid préfère se retirer pour se consacrer au hockey mineur, tandis que Vittoria fait une pause d'un an afin de mieux se préparer aux contraintes d'un tel championnat. Enfin, le CH Jaca retire son équipe réserve. Le championnat de cette saison se jouera donc entre 9 équipes.

## Clubs de la Superliga 1976-1977
- CH Barcelona-Catalunya
- FC Barcelone
- Casco Viejo Bilbao
- CH Jaca
- CH Las Palmas
- Portugalete
- CG Puigcerdà
- Txuri Urdin
- Séville

## Classement
| # | Club                   | Joués | V  | N | D  | bp:bc  | +/-  | Points |
| - | ---------------------- | ----- | -- | - | -- | ------ | ---- | ------ |
| 1 | Casco Viejo Bilbao     | 16    | 15 | 1 | 0  | 156:40 | +116 | 31     |
| 2 | FC Barcelone           | 16    | 14 | 0 | 2  | 204:41 | +163 | 28     |
| 3 | Txuri Urdin            | 16    | 9  | 2 | 5  | 148:52 | +96  | 20     |
| 4 | CH Jaca                | 16    | 8  | 0 | 8  | 104:93 | +11  | 16     |
| 5 | CH Las Palmas          | 16    | 6  | 1 | 9  | 68:104 | -36  | 13     |
| 6 | CH Barcelona-Catalunya | 16    | 5  | 1 | 10 | 87:122 | -35  | 11     |
| 7 | Portugalete            | 16    | 5  | 0 | 11 | 53:154 | -101 | 10     |
| 8 | Séville                | 16    | 5  | 0 | 11 | 52:130 | -78  | 10     |
| 9 | CG Puigcerdà           | 16    | 2  | 1 | 13 | 42:178 | -136 | 5      |

Pour la première fois, le titre quitte la ville de San Sebastian pour rejoindre Bilbao dont le Casco Viejo est sacré Champion d'Espagne de hockey sur glace 1976-1977.